# Edberto Oscar Acevedo
Edberto Oscar Acevedo (Chacabuco, 20 de mayo de 1926 - Mendoza, 12 de diciembre de 2015) fue un historiador argentino, especializado en la historia de las provincias argentinas inmediatamente antes y después de la Revolución de Mayo.

## Biografía
Era maestro normal nacional y se recibió de profesor de Historia y Geografía en la Universidad Nacional de Cuyo en 1949. En 1953 se doctoró en historia en la Universidad de Madrid. Fue profesor de enseñanza secundaria y profesor de Historia de América en la UNCuyo. Fundó y dirigió durante muchos años la Revista de Historia Americana y Argentina, editada por la misma Universidad.
Fue miembro correspondiente y desde 1973 miembro de número de la Academia Nacional de la Historia, investigador superior del Conicet, miembro de número de la Asociación Latinoamericana de la Historia, y de las Juntas de Estudios Históricos de las provincias de Mendoza y Catamarca. Presidió y fue ponente en decenas de congresos históricos internacionales y provinciales.
En 1983 fundó el Centro de Investigaciones en Historia Americana Contemporánea (CIHAC), también formado por docentes de la Universidad de Cuyo, dedicado tanto a la difusión como a la investigación históricas.
Falleció en Mendoza el 12 de diciembre de 2015; estaba casado con Alba Molinari.

## Obra publicada
A lo largo de su carrera, alcanzó a publicar casi 300 títulos:
- La Intendencia de Salta de Tucumán en el Virreinato del Río de la Plata (tesis doctoral, 1953)
- El ciclo histórico de la Revolución de Mayo (1957)
- Investigaciones sobre el comercio cuyano (1981)
- Carlos Pereyra, historiador de América (1986)
- Manual de Historiografía Hispanoamericana Contemporánea (1992)
- La independencia de Argentina (1992)
- Las intendencias altoperuanas en el Virreinato del Río de la Plata (1992)
- Planes de reformas y ayudas a los indios (1992)
- La intendencia del Paraguay en el Virreinato del Río de la Plata (1996)
- Controversias virreinales rioplatenses (1997)
- Barroco y terminología en Hispanoamérica (1999)
- La Revolución y las Intendencias (2001)
- Dos historiadores franciscanos y los indios (2002)
- Funcionamiento y quiebra del sistema virreinal (2004)
- Memorias de un historiador profesional (2006)
- Viajeros por América (2007)
- Identidades de la trayectoria argentina (2010)
- Ilustración y liberalismo en Hispanoamérica (2010)
- La Revolución de Mayo en Salta (2010)

Publicó además centenares de artículos en revistas como Investigaciones y Ensayos, el Boletín de la Academia Nacional de la Historia, Revista de Historia Americana y Argentina y otras.